# Fiat 238
Fiat 238 je dodávka vyráběná italskou automobilkou Fiat od roku 1967 do roku 1983. Dodávka byla představena v roce 1967 jako logický nástupce Fiatu 1100 T. Fiat 238 byl založen na šasi Autobianchi Primula. Model 238 byl vyráběn v mnoha různých provedeních, od běžné dodávky až po různé specializované zástavby (např. sanitka) a také pro osobní přepravu. V roce 1974 Fiat představil novou dodávku, Fiat 242 s větším zážehovým a také dieselovým motorem. Přes existenci novějšího modelu ani prodeje Fiatu 238 neklesaly. Automobilka se proto rozhodla ponechat ve výrobě i starší model a vybavit ho rovněž novým větším a silnějším motorem. Fiat 238 se poté vyráběl až do roku 1983, kdy byl nahrazen modelem Fiat Ducato.

## Motory
- benzínový 1197 cm³ o výkonu 44 koní resp. 32 kW
- benzínový 1438 cm³ o výkonu 46 koní resp. 34 kW
- benzínový 1438 cm³ o výkonu 52 koní resp. 38 kW (pouze provedení sanitka)

## Fotogalerie

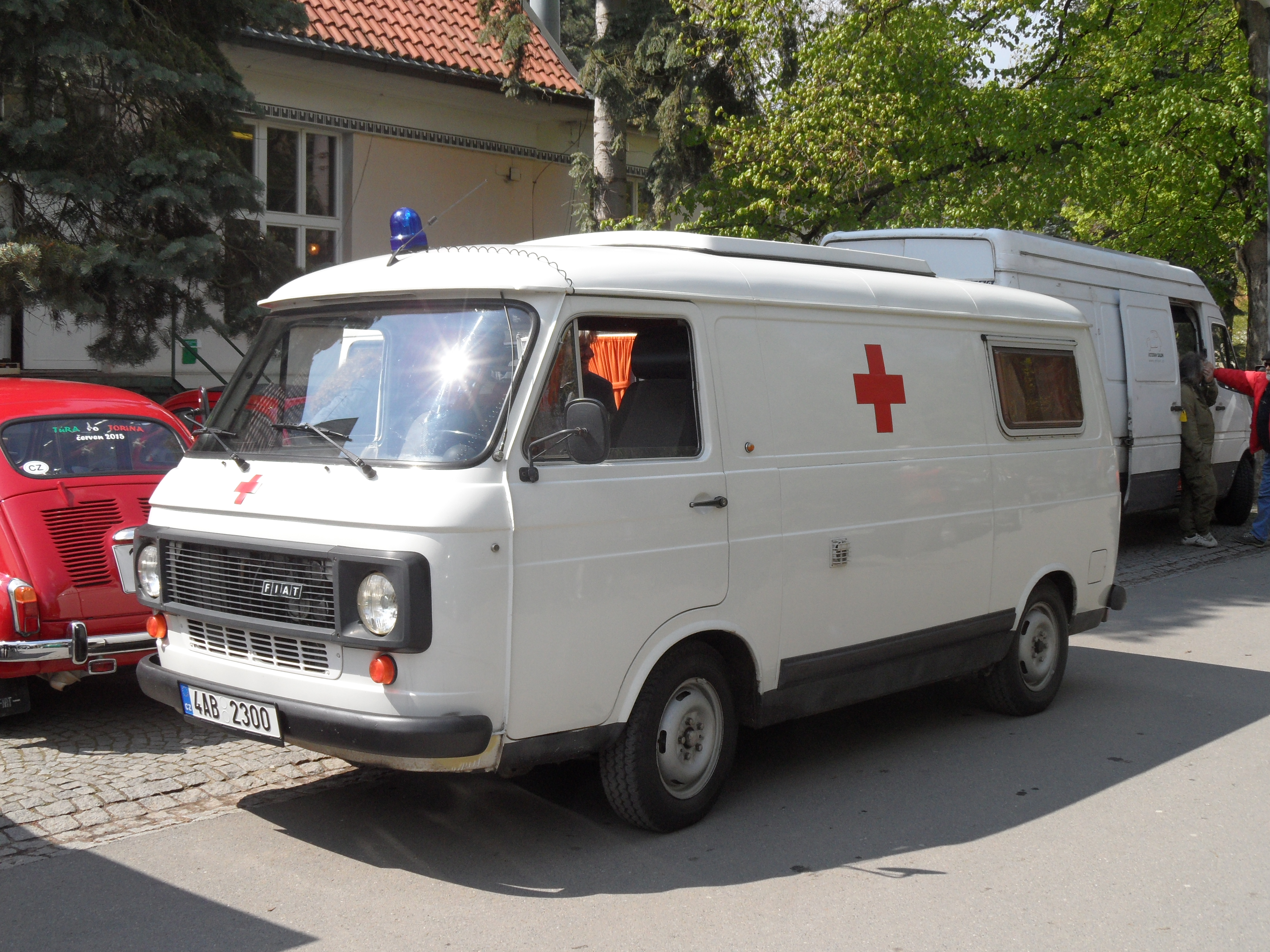
Fiat 238 E jako sanitka na Setkání italských vozů Poděbrady 2017
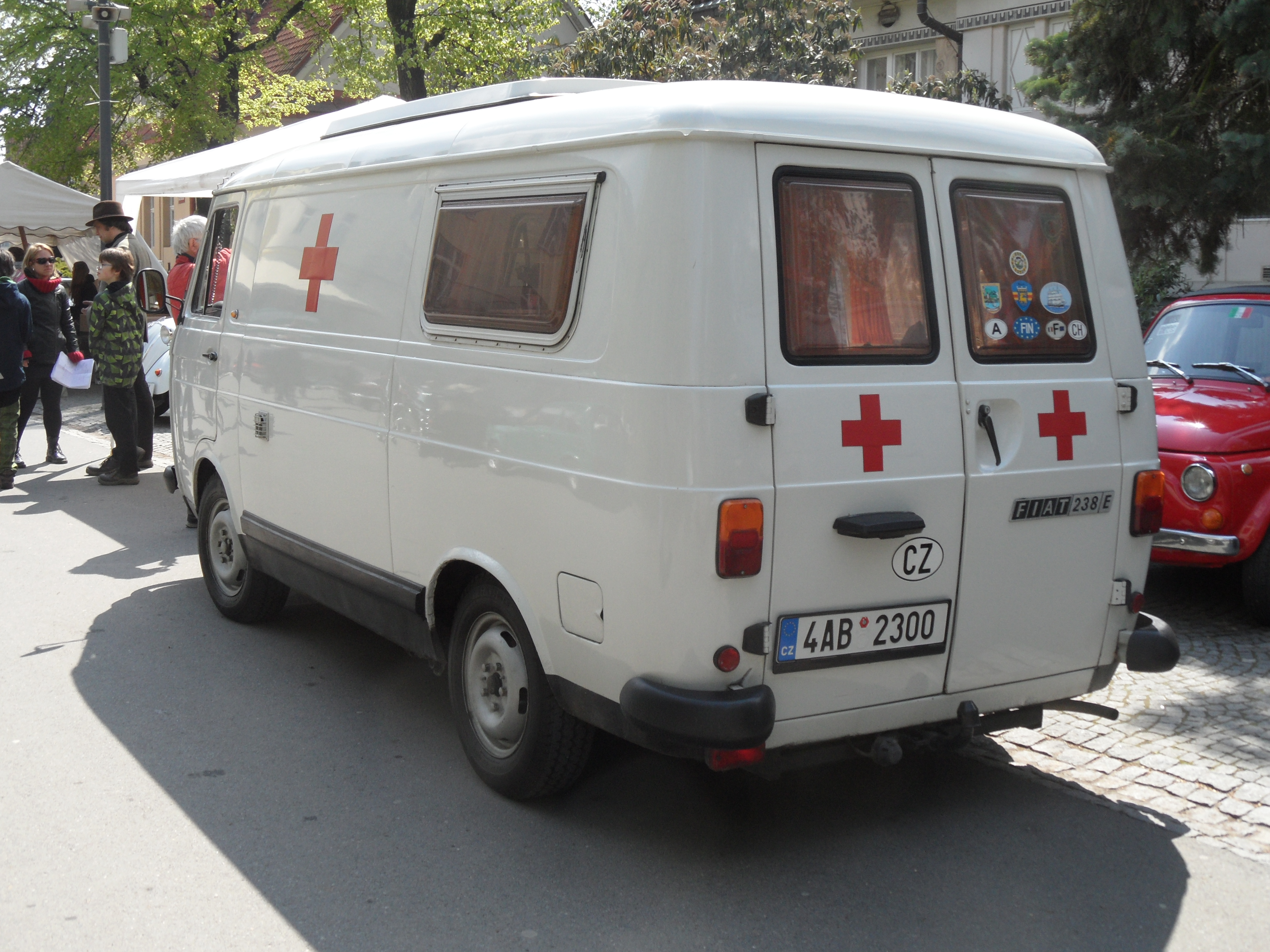
Fiat 238 E jako sanitka na Setkání italských vozů Poděbrady 2017
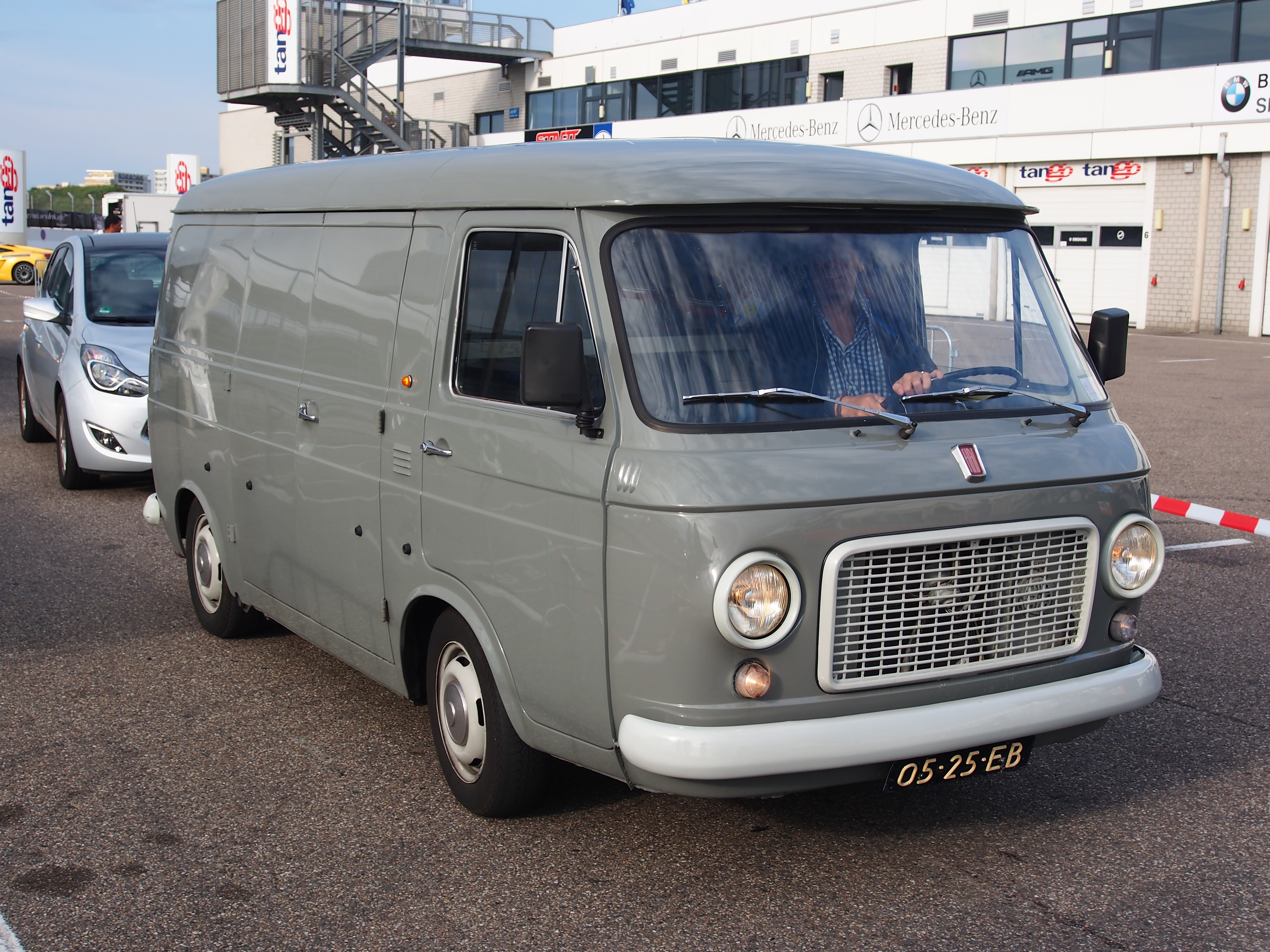
Fiat 238 z roku 1975 na Nationaal Oldtimer Festival Zandvoort 2014, Nizozemí
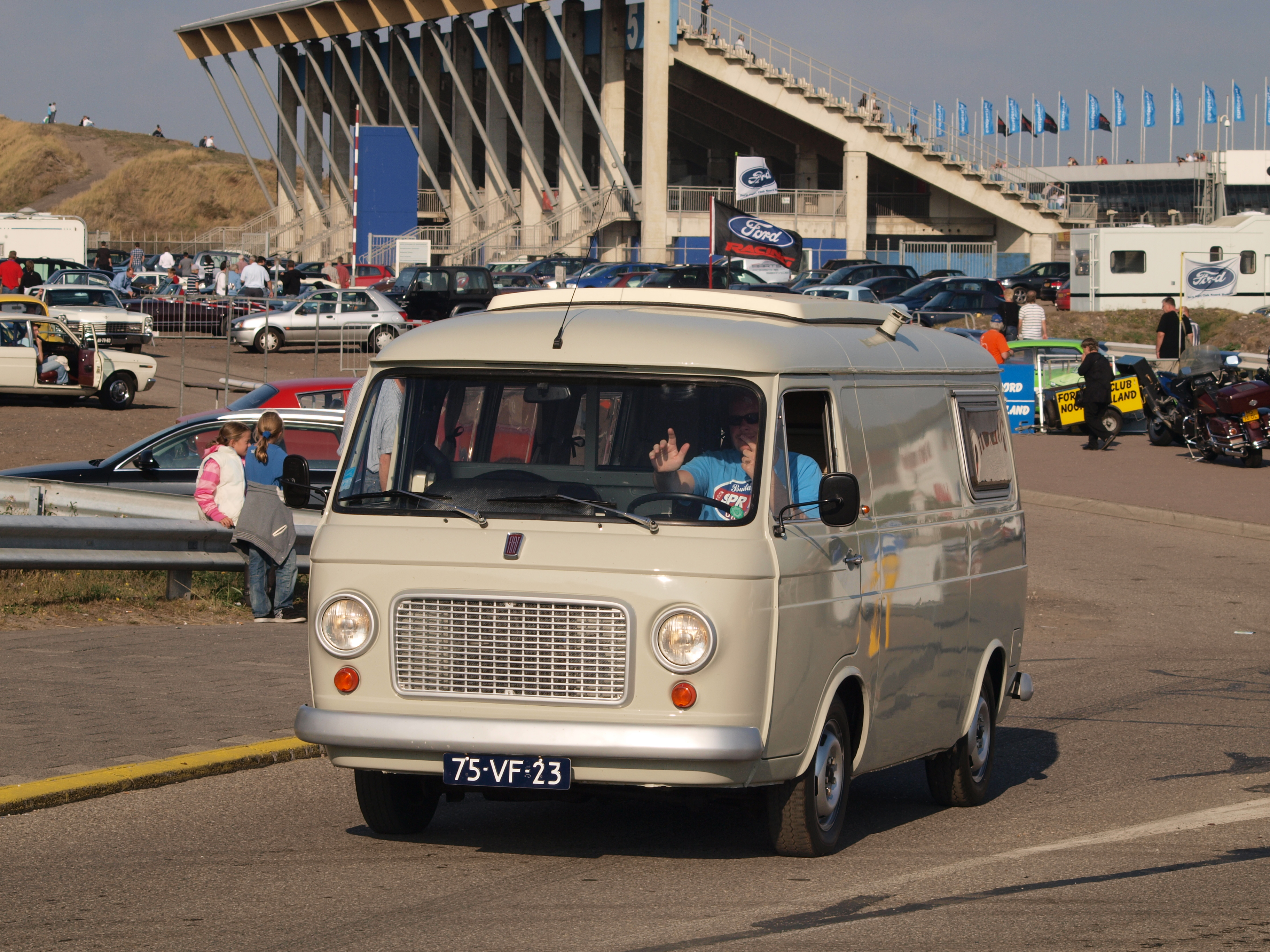
Fiat 238 z roku 1977 na Nationaal Oldtimer Festival Zandvoort 2009, Nizozemí
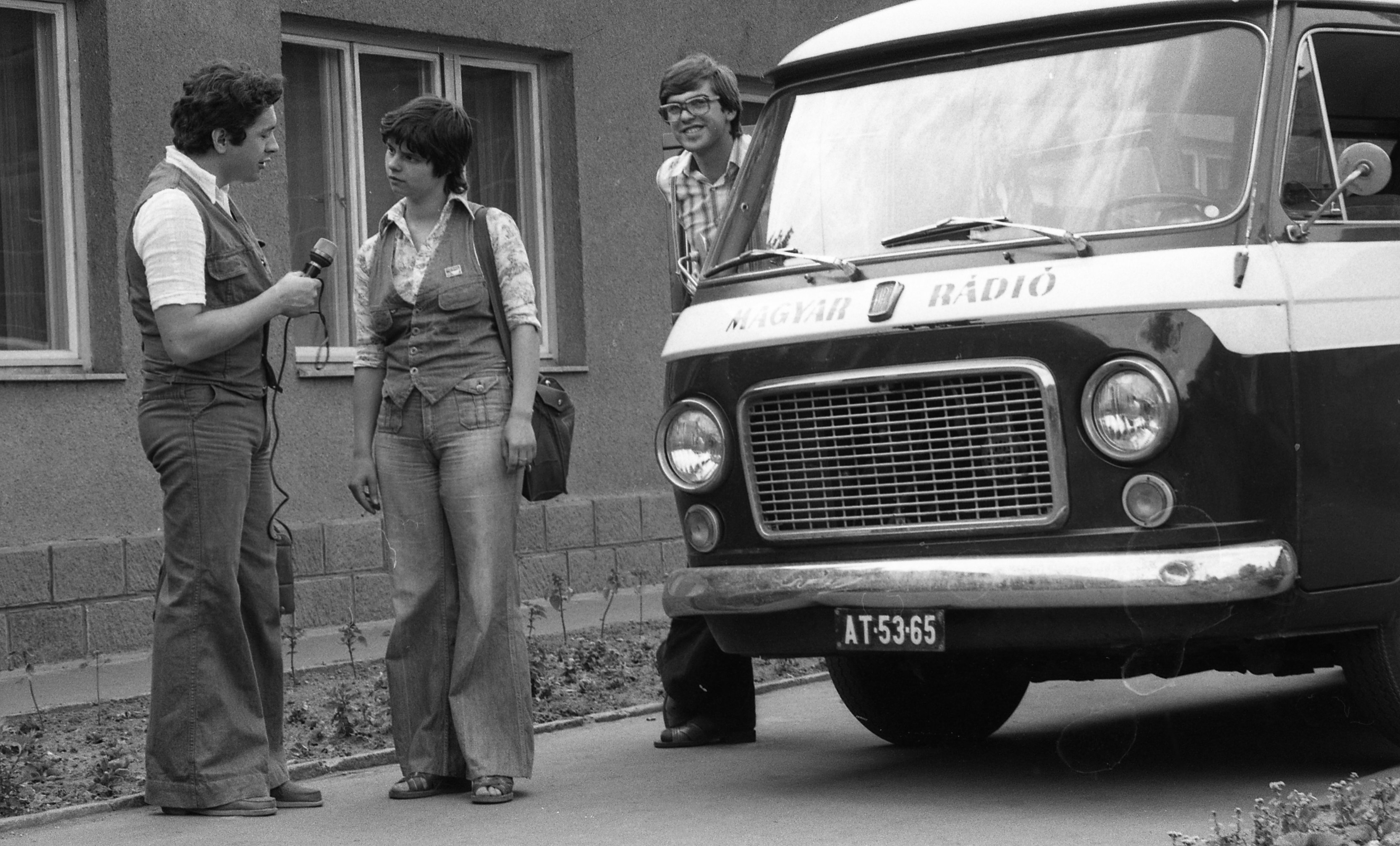
Fiat 238 jako vozidlo maďarského rozhlasu v roce 1977
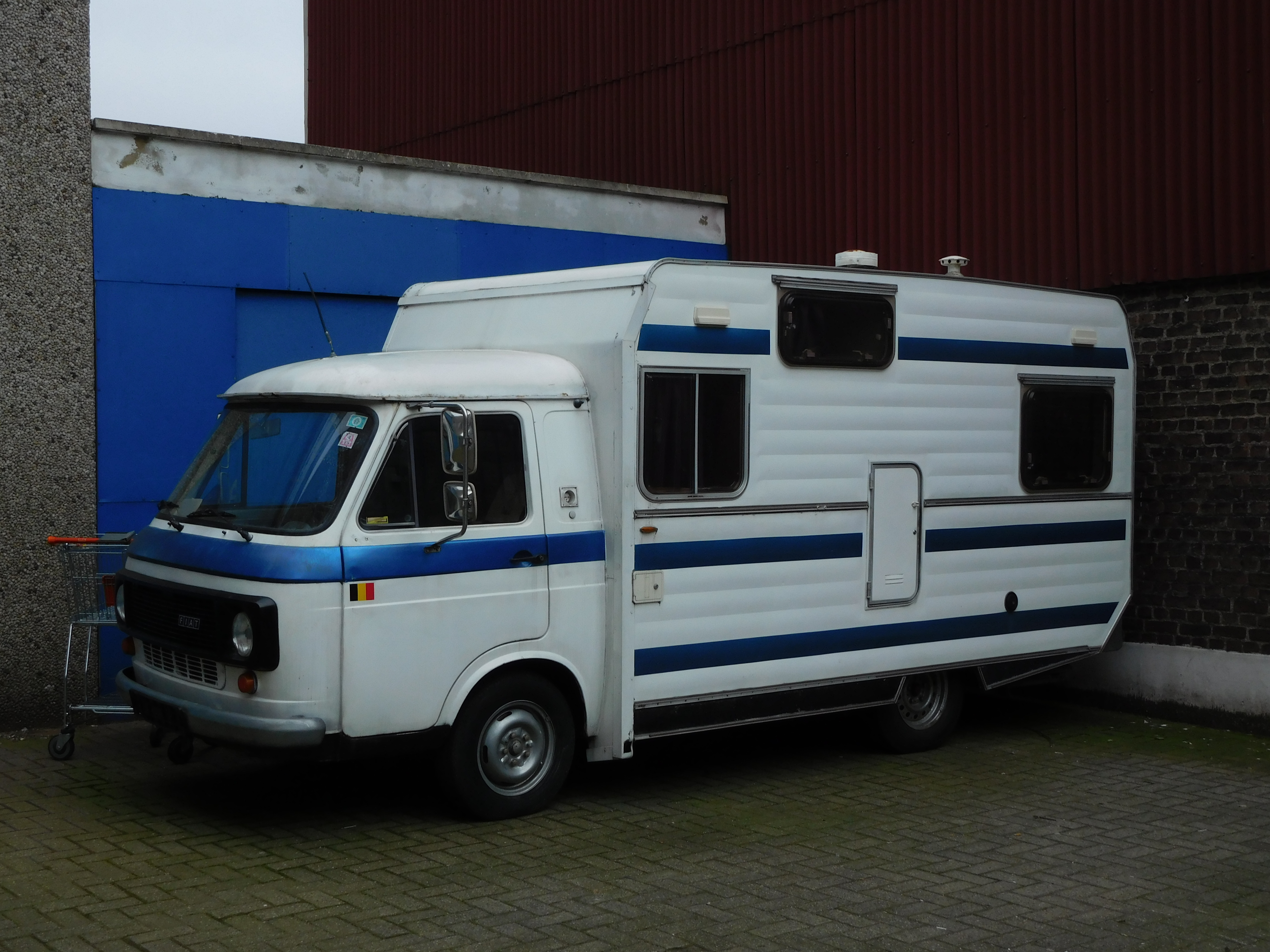
Fiat 238 jako karavan viděný 2017 v Bruselu